# 寿宁公主 (元朝)
壽寧公主（?—?），元朝公主，甘麻剌女儿，泰定帝的姐姐，祖父真金，曾祖父元世祖。
壽寧公主名不详，被封为壽寧公主。她的堂侄元英宗即位，赐寿宁公主钞七万五千贯。她的弟弟泰定帝即位后，赐寿宁公主田百顷、钞三万锭。又赐钞五千锭。壽寧公主下嫁乃马真氏，生女为撒答八剌皇后，泰定三年，被舅舅泰定帝纳入宫中。另一女八不沙皇后，侍壽寧公主堂侄元明宗，生元宁宗。